# 大八車

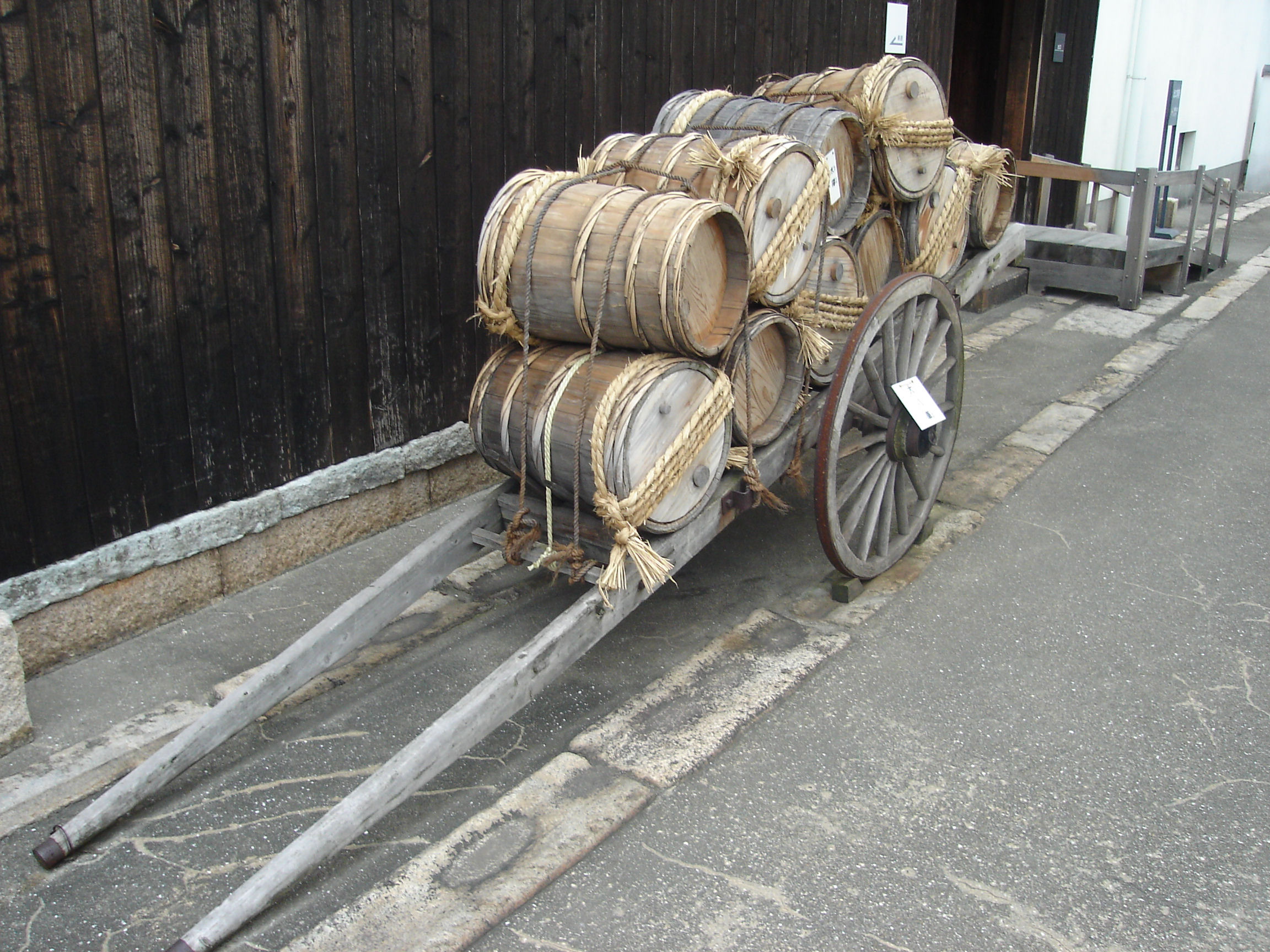
酒樽を積んだ大八車

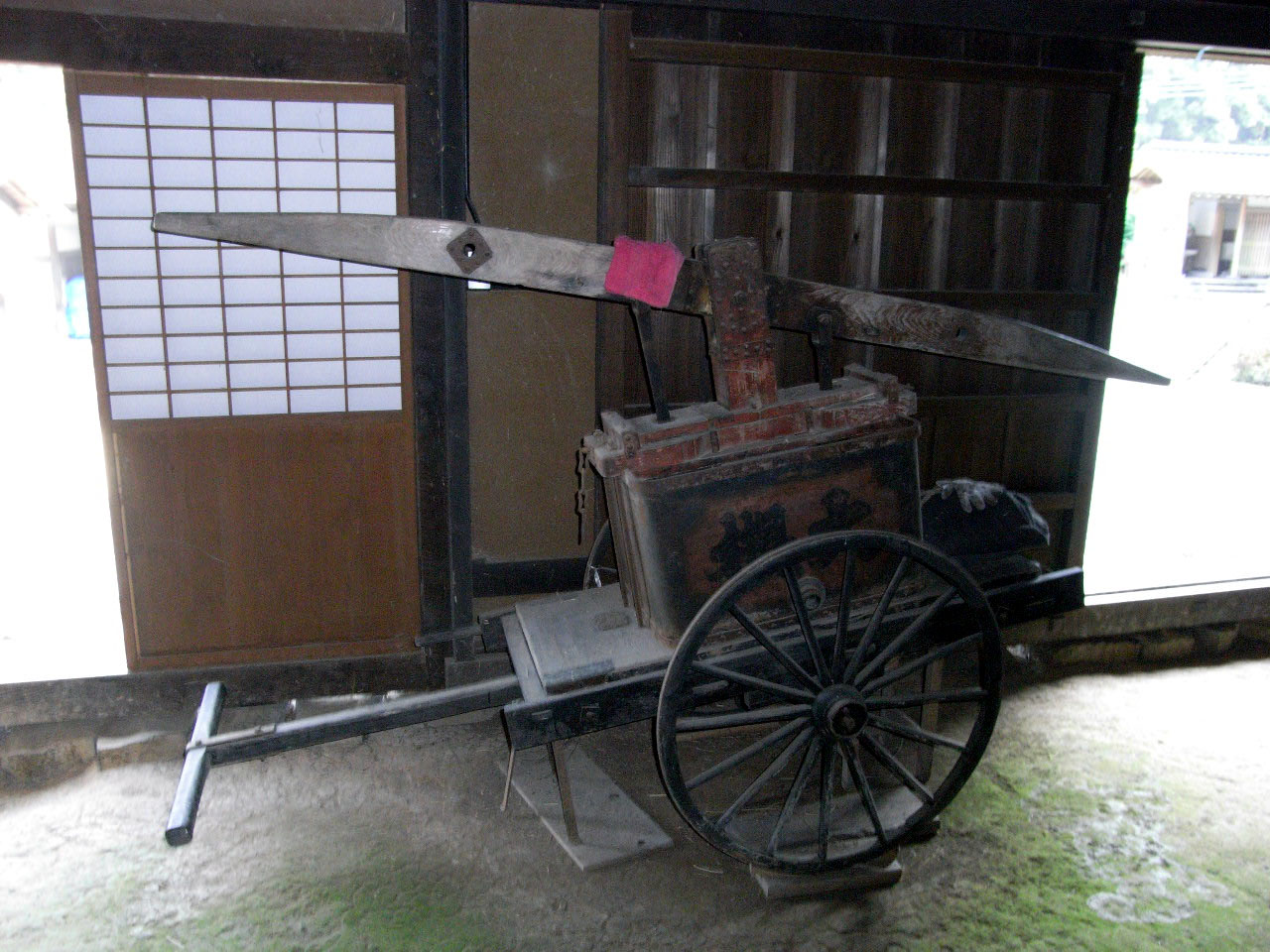
消防ポンプを積んだ大八車

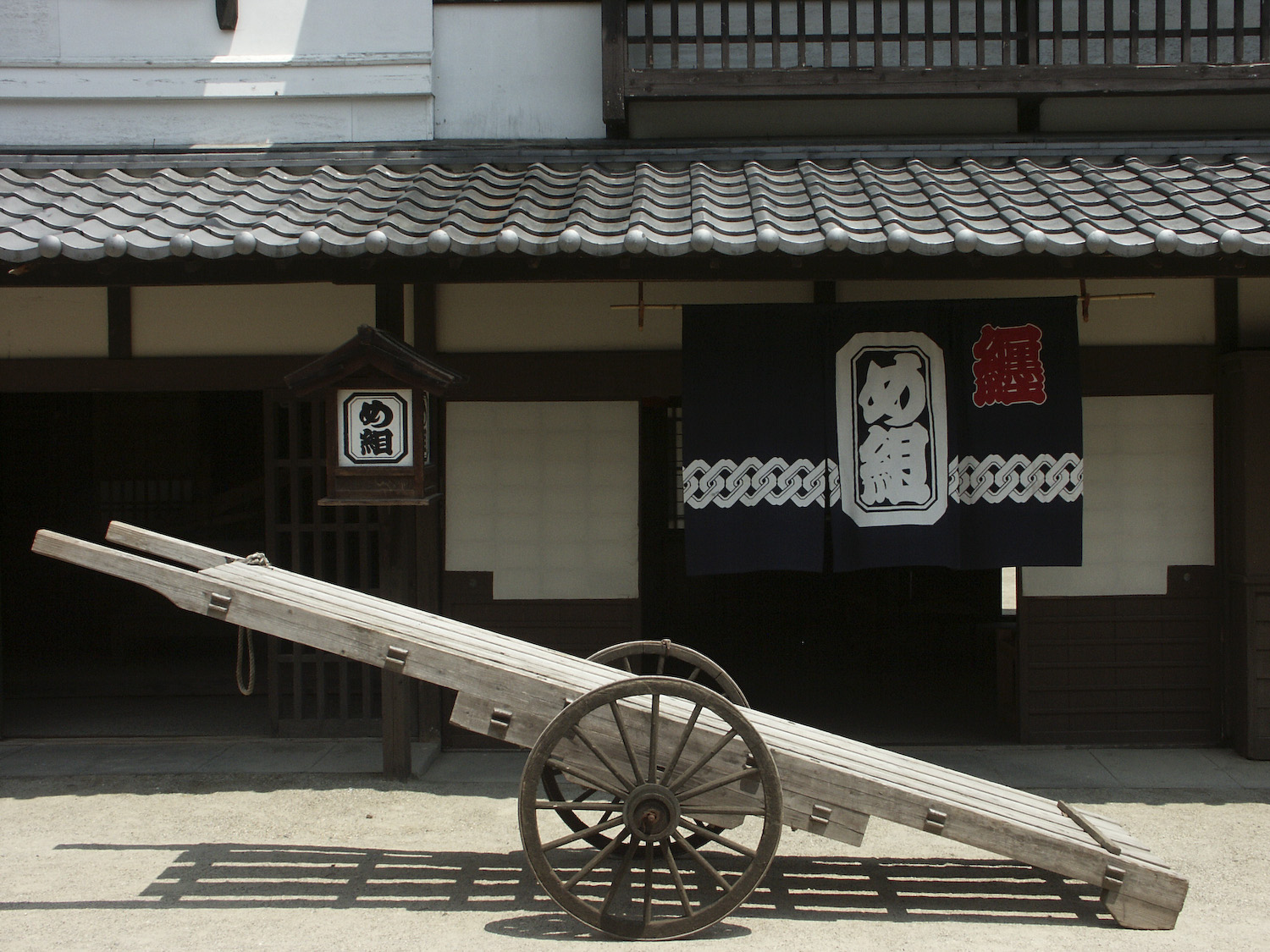
東映太秦映画村

大八車（だいはちぐるま）とは、江戸時代から昭和時代中期にかけての日本で荷物の輸送に使われていた総木製の人力荷車。べか車などとともに近世以降に使用されるようになった陸上輸送手段の一種である。代八車とも書く。

## 歴史

道路標識「自転車以外の軽車両通行止め」。大八車が描かれている。

### 近世
江戸では天正年間の頃から車長持を用意して非常時の運搬具とした。ところが、明暦3年（1657年）に発生した明暦の大火の発生後、重い荷物を積んだ小型の車長持で身動きが取れなくなり路上で類焼する例が多く、幕府は天和3年（1683年）にその使用を禁じた。
そこで、これに代わって江戸で利用されるようになったのが大八車であるが、その起源については諸説ある。
- 芝車町名主四郎右衛門が奉行所に提出した書付では、木挽町辺りの牛車大工が造り出したという[4]。
- 『本朝世事談綺』では寛文年間に江戸にて造られたという[4]。

ただ、大八車の使用は幕府により制限され、江戸、尾張（名古屋）、駿府（静岡）に限られていた。また、上方には大八車より小さな「べか車」があったが、大坂と京都のみに限られていた。東海道で大八車などの通行が認可されたのは明治時代になってからのことである（後述）。
元禄16年に町奉行の行った調査では、江戸では1273台の大八車が使われていた。
先述のように大八車の使用は江戸や尾張などに制限されていた。旧広島藩士の小鷹狩元凱は著書『広島雑多集』で長州征伐の際に徳川慶勝の軍が広島に入った際、大八車を引いていたことから広島藩の役人が尋問したが、尾張藩の大八車は許可を受けているとして黙認されたまま明治維新に至ったと述べている。

### 近現代
幕府による大八車などの荷車の禁制が正式に解かれたのは明治時代のことである。東海道では1872年（明治5年）の宿駅制度の廃止後、大八車、人力車、馬車などの通行が認可された。明治時代になると大八車の通行できる道路の整備が進んだ。
関東大震災では、大量の家財道具を積んだ大八車などが避難路を塞ぎ、本来は防火帯となるはずの大通りを越えて火災が拡大した。両国橋も大渋滞となり、避難民は本所の陸軍被服廠跡地（現在の横網町公園）に誘導されたが、火災旋風が発生して約3,8000人が亡くなった。
第2次大戦後、一部の地域では木製の車輪に替えてゴムタイヤが使用されていた。
大八車が使用されたのは昭和時代中期にかけてである。リヤカーの登場により、その地位を奪われるかたちで大八車は衰退に向かった。さらに自動車の台頭もあって、実用に供される個体はなくなりつつある。
なお、明治時代以降には、二輪の大八車の前部に旋回可能な前車を取り付けて四輪とした構造の荷馬車が製作されるようになり、自動車が普及するようになるまで日本各地で使用された。
現代では道路標識において「自転車以外の軽車両通行止め」を表す図案として、大八車の姿を見ることができる。道路交通法上は軽車両に分類されている。

## 名称の由来
名の由来は、諸説ある。
- 一台で八人分の仕事（運搬）ができるところから（代八車）[13]。
- 牛の代わりに人八人で動かすところから（代八車）[14]。
- 車台の大きさが8尺（約2.4m）のものを大八と呼んだ[15]
- 現在の滋賀県大津の八町で使われていたことから、「大津八町の車」が略され「大八車」になった[16]
- 芝高輪牛町の大工八五郎が発明した[17]。
- 宮城県の針生大八郎が発明した[18]。

## 構造
べか車と比較すると車輪の幅が広い。また、左右と進退を制御するための楫（かじ）が、大八車では前方、べか車では後方に設けられており、大八車では前方の引き手が左右と進退を操作する。

## 備考

### 街づくりなどでの活用
自動車やリヤカーに取って代わられ、実用されることは少なくなったが、その懐かしいイメージから街づくりに利用された例がある。
つくば市役所主催で2019年（令和元年）に行われたつくばR8地域活性化プランコンペティション2019において、４つの採択プランのひとつに「旅する大八車と小さなパレード」が選定され、屋台などにリメイクされた大八車がつくば市内各地のイベントなどで使用された。

### 転用
- 静岡県西部（遠州地方）に多く分布する二輪屋台には、巨大な大八車を使用しているものが数多く存在する。